# Makurdi
Makurdi is een stad in Nigeria en is de hoofdplaats van de staat Benue. De stad ligt aan de Benue. Makurdi telt ongeveer 171.000 inwoners.
De stad is sinds 1959 de zetel van een rooms-katholiek bisdom.